# پاستوه
پاستوه (به بلغاری: Pastuh) یک منطقهٔ مسکونی در بلغارستان است که در شهرستان نوستینو واقع شده‌است.